# Fleury (Abtei)

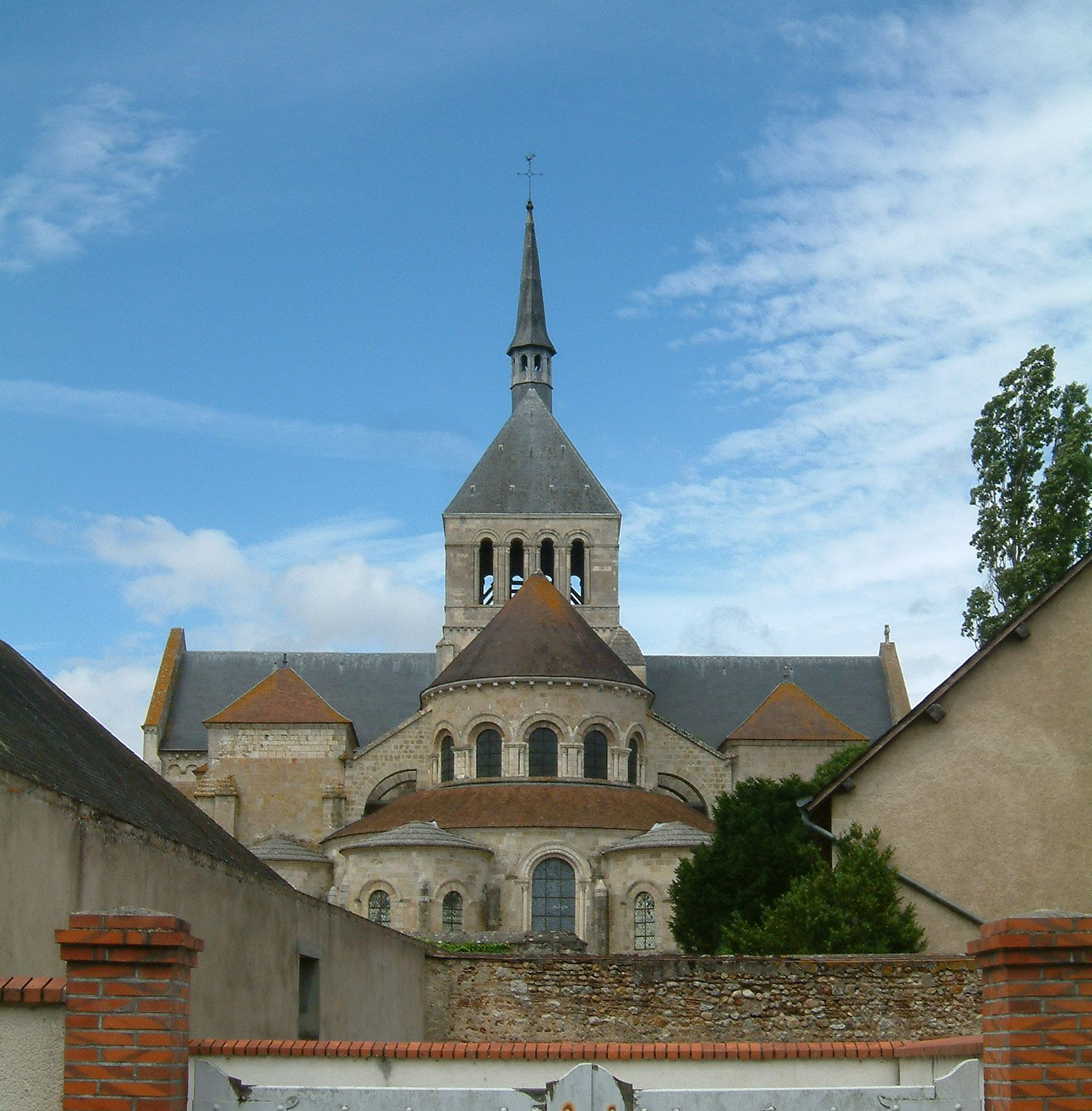
Abtei von Fleury – Chorseite

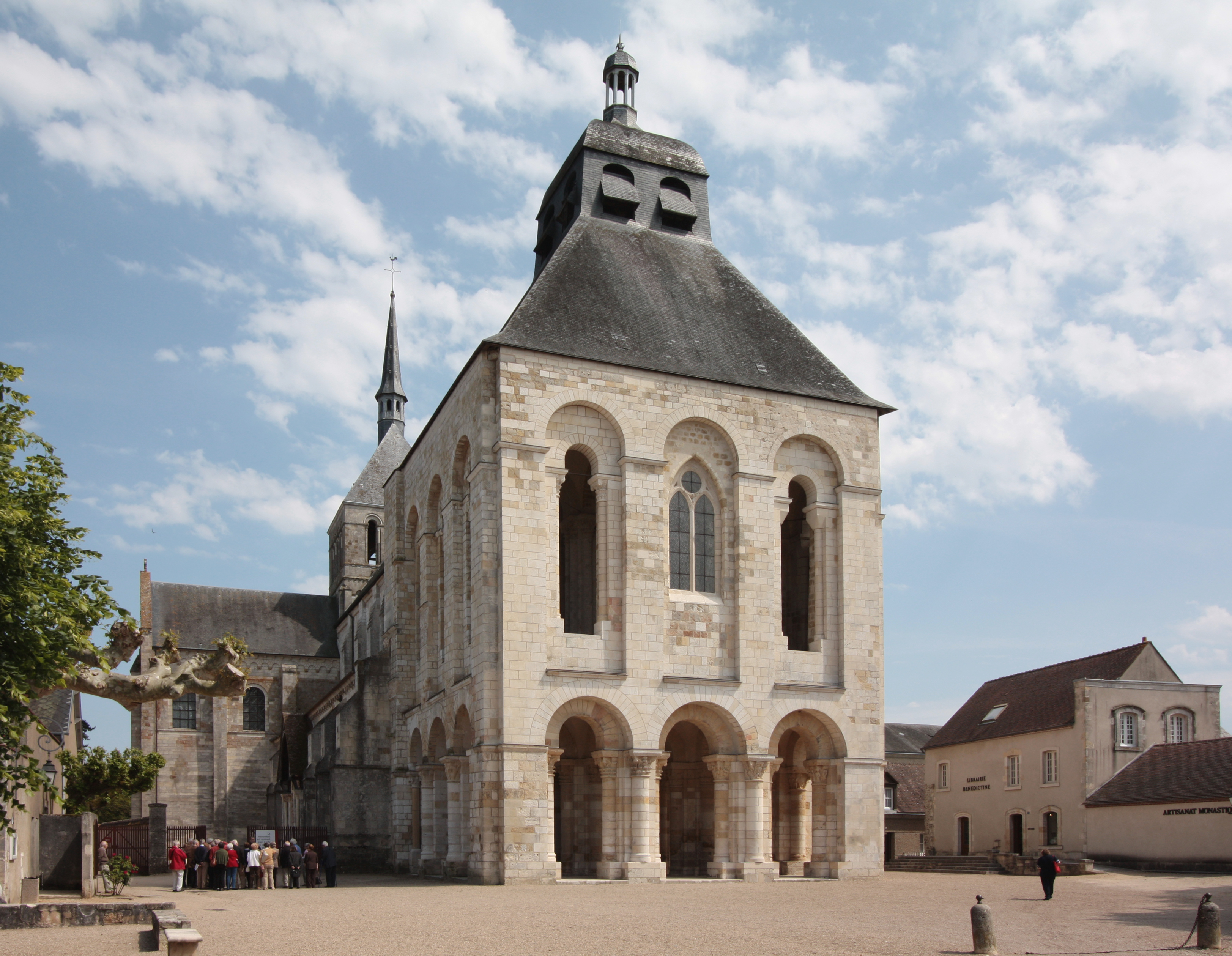
Abtei von Fleury – Vorhallenturm auf der Zugangsseite

Unter dem Namen Fleury, auch Abtei von Fleury, Lat.: S. Benedictus ad Ligerim, wurde die zwischen 630 und 650 gegründete Benediktinerabtei Saint-Benoît-sur-Loire oder Saint-Benoît-de-Fleury bekannt. Sie wird in der Literatur gelegentlich auch Fleury sur Loire genannt.
Das Kloster liegt in der Ortschaft Saint-Benoît-sur-Loire bei Sully-sur-Loire an der Loire in Frankreich. Es war besonders im Mittelalter berühmt durch seine Klosterschule und die Reliquien des hl. Benedikt. Abt Odo war von 930 bis 942 Abt im Kloster Fleury und machte es zu einem der bedeutendsten Zentren der Cluniazensischen Bewegung. 1798 wurde die Klosterschule wieder aufgehoben.

## Geschichte
- Um 520 gründete der hl. Benedikt das Kloster Montecassino nördlich von Neapel, wo er die Regula Benedicti verfasste und 547 starb. 580 wurde das Kloster von Langobarden zerstört, woraufhin die Mönche das Kloster verließen und die Gebeine des hl. Benedikt zurückließen.
- Zwischen 630 und 650 gründeten aus Orléans kommende Mönche das Kloster Fleury, eine der ersten Ordensgemeinschaften Galliens, die nach der Benediktinerregel lebte.
- Im Jahr 672 begaben sich die Mönche aus Fleury nach Montecassino, um die in der Ruine zurückgelassenen Reliquien des Heiligen an die Loire-Ufer zu überführen. Das war der Anfang einer Verehrung, die zur Verbreitung der Benediktinsregel im abendländischen Mönchtum beitrug.

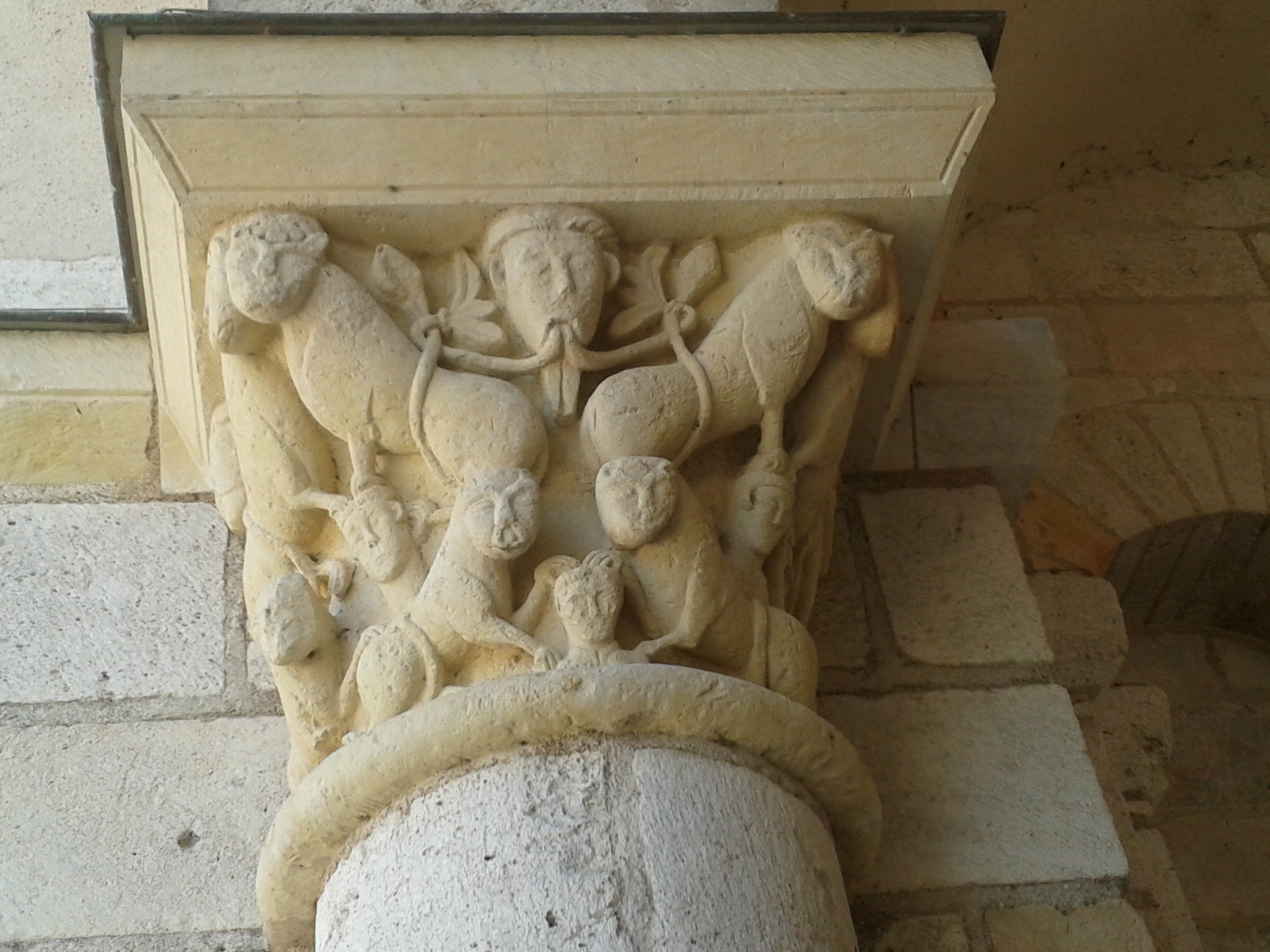
Blattmaske Portal Turm

- Im 8. Jahrhundert führte die Verehrung des hl. Benedikt in Fleury zu einem Wechsel des Patroziniums von Petrus auf Benedikt. Im Tympanon im nördlichen Portal der Kirche ist die Entnahme der Benedikt-Reliquien aus dem Grab in Montecassino dargestellt. Beide Abteien führten einen jahrzehntelangen Disput um die wahren Reliquien des Heiligen. Sie werden heute in der Krypta der Kirche aufbewahrt.
- Im Jahre 1020 begann der Abt Gauzlin mit dem Bau eines monumentalen Turms, dem heutigen Portalturm. Der Turm gilt als Meisterwerk romanischer Baukunst.
- 1067 ließ Abt Wilhelm die Krypta mit den Benedikts-Reliquien, den romanischen Doppelchor und das Querschiff bauen. Sie wurden 1108 fertiggestellt. Das Schiff entstand ab 1150 in zwei Abschnitten. Schließlich wurde die Klosterkirche 1218 geweiht.
- Philipp I. wurde auf seinen Wunsch hin 1108 im Kloster von Saint-Benoît-sur-Loire bestattet. Das Grab ist heute in seinem Ursprung erhalten, da das Kloster während der französischen Revolution nicht geplündert wurde. Es ist das einzige noch existierende ursprüngliche Grab eines Königs von Frankreich.
- Im 17. Jahrhundert war Kardinal Richelieu der Kommendatarabt von Fleury.
- 1790 wurde das Kloster aufgelöst. Die Gebäude wurden zerstört. Nur die Klosterkirche, heute Pfarrkirche, entging diesem Schicksal. Die Bibliotheksbestände gingen weitgehend an die Stadtbibliothek Orléans.
- 1865 begann ein Aufbau des Klosters. 1903 zwangen die französischen Religionsgesetze die Mönche zur erneuten Aufgabe der Abtei. Von 1865 bis 1944 pflegten die Mönche des Klosters La Pierre-Qui-Vire das Grabmal des hl. Benedikt. Nach dem Zweiten Weltkrieg konnte das Kloster wieder besiedelt werden. Heute zählt der Benediktinerkonvent rund 30 Mönche.

## Architektur

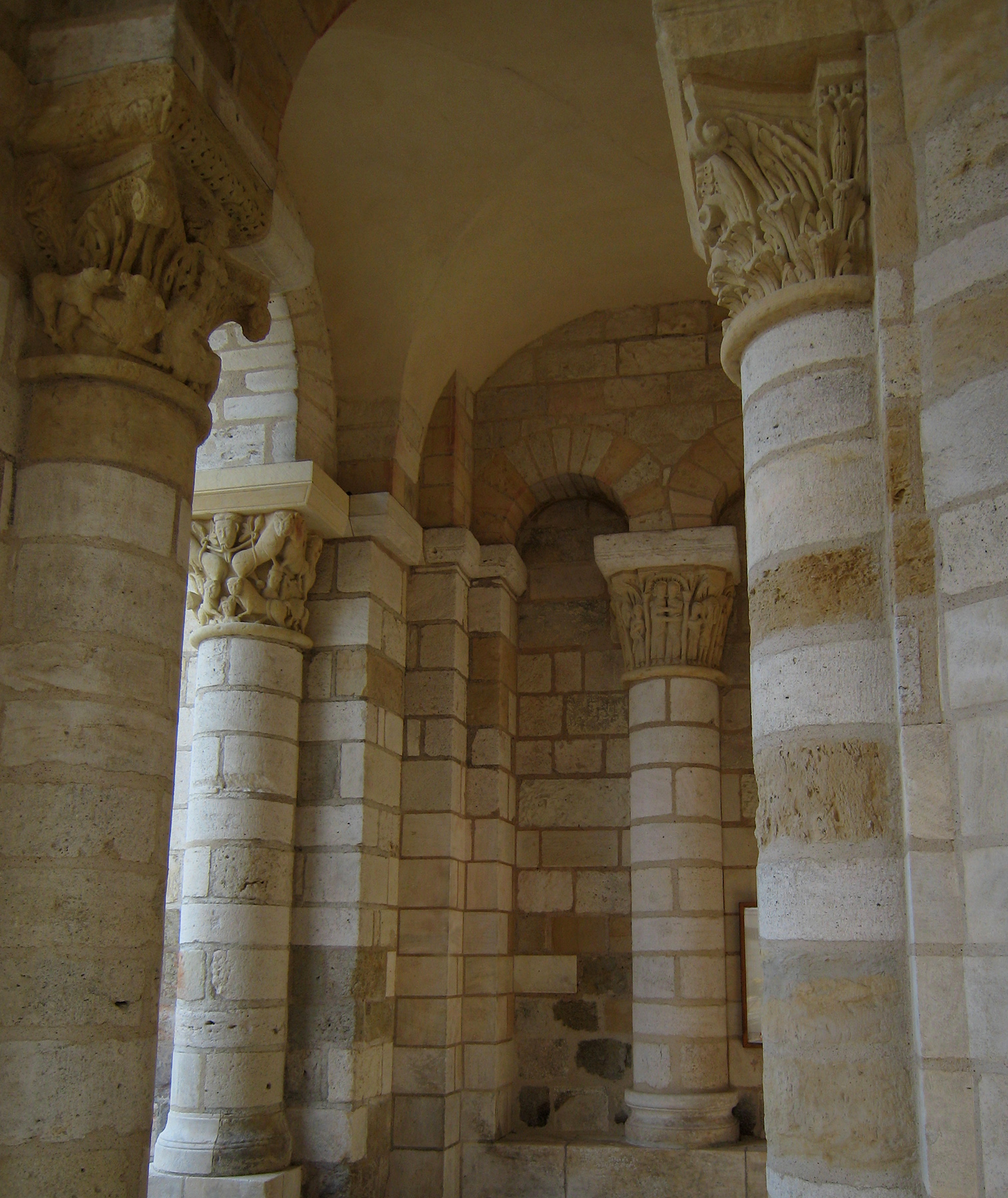
Alte Kapitelle im Vorhallenturm

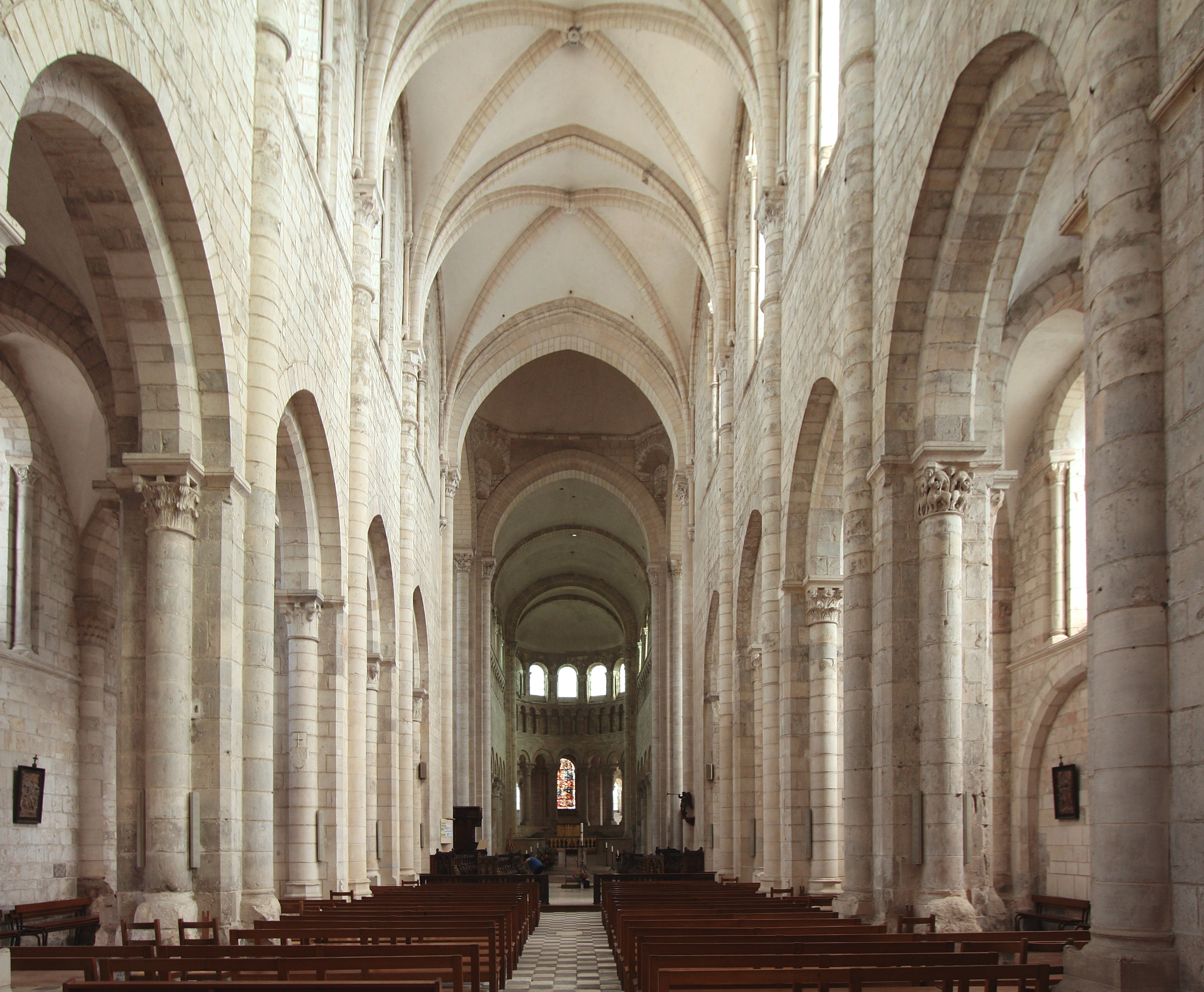
Langhaus

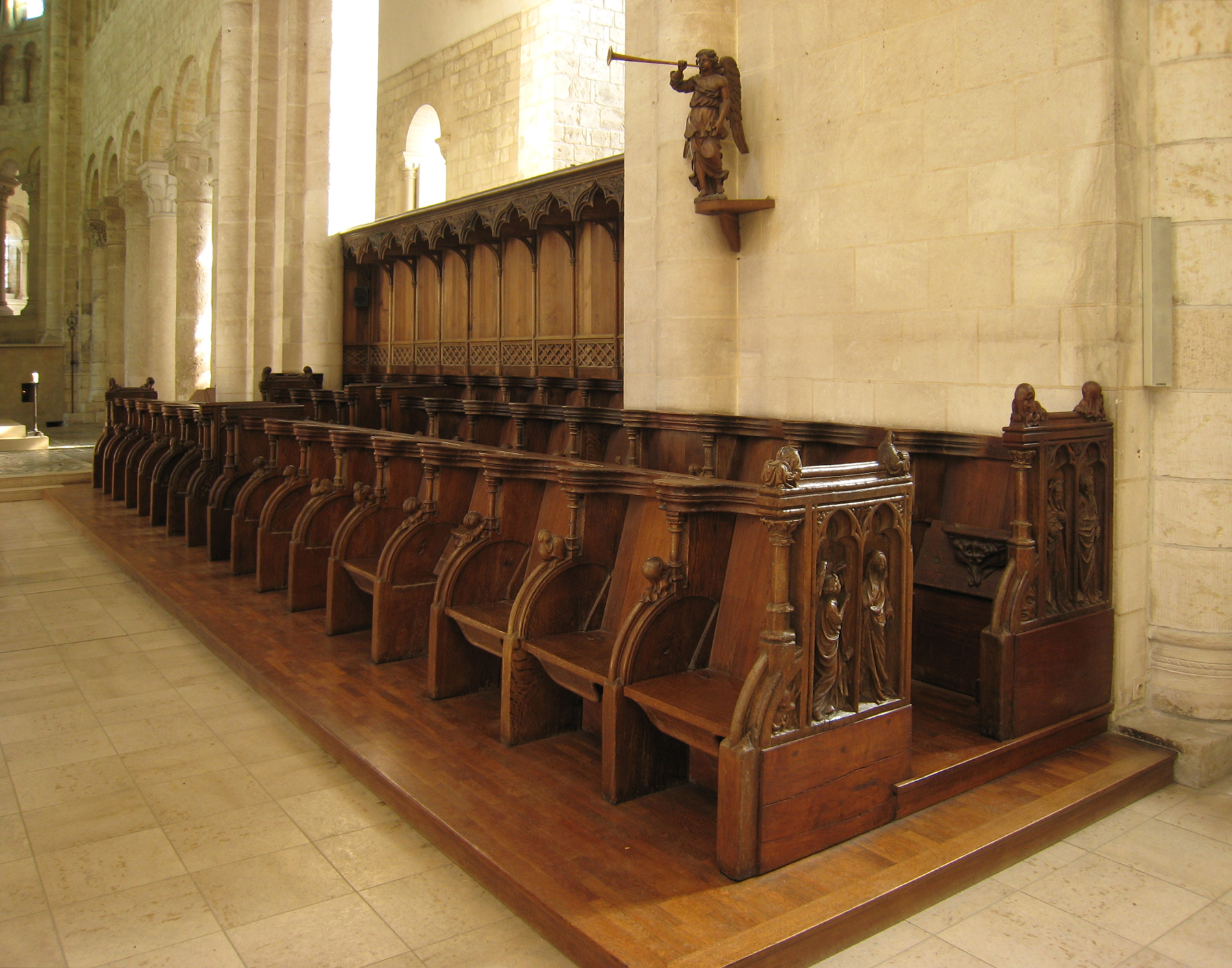
Chorgestühl

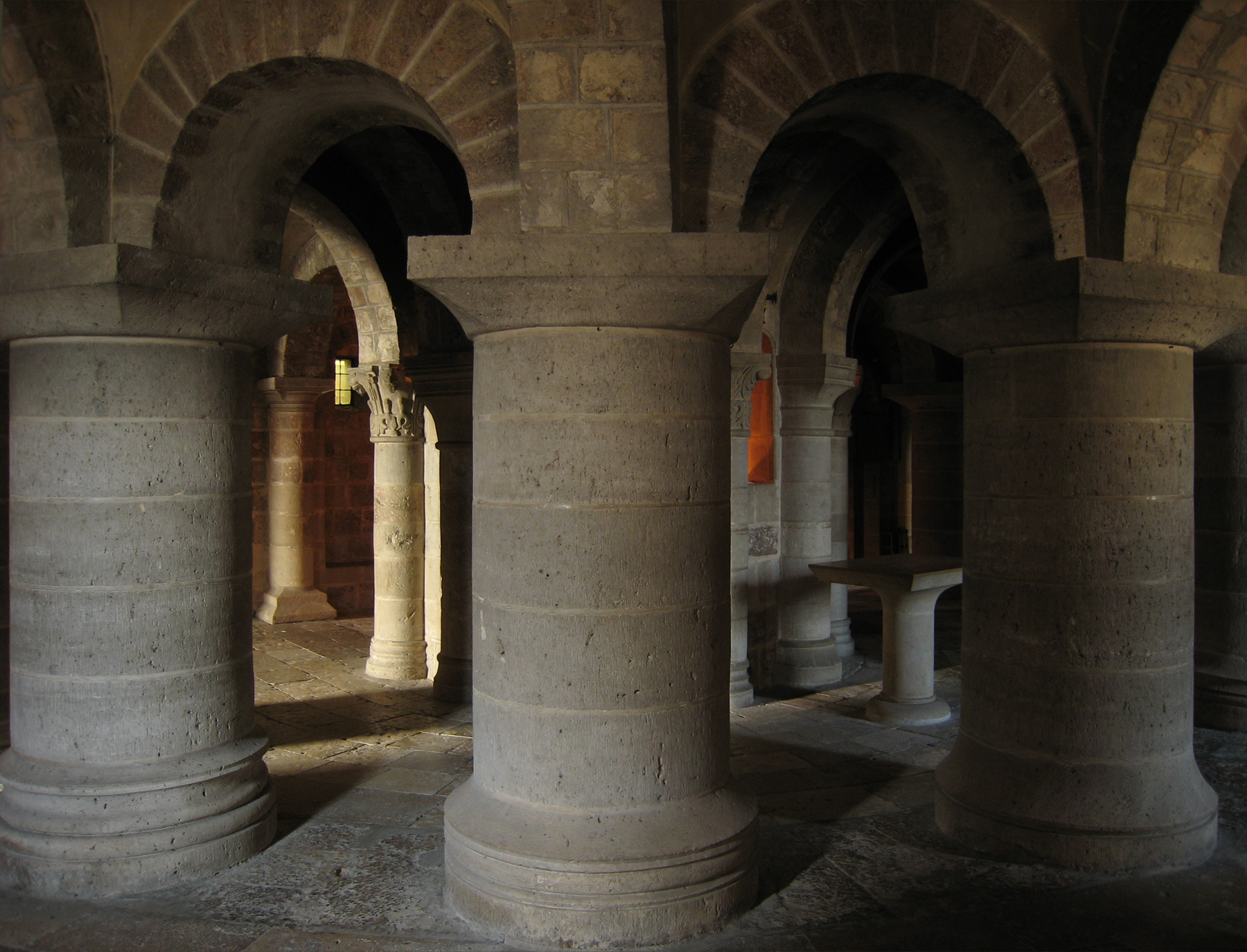
Krypta

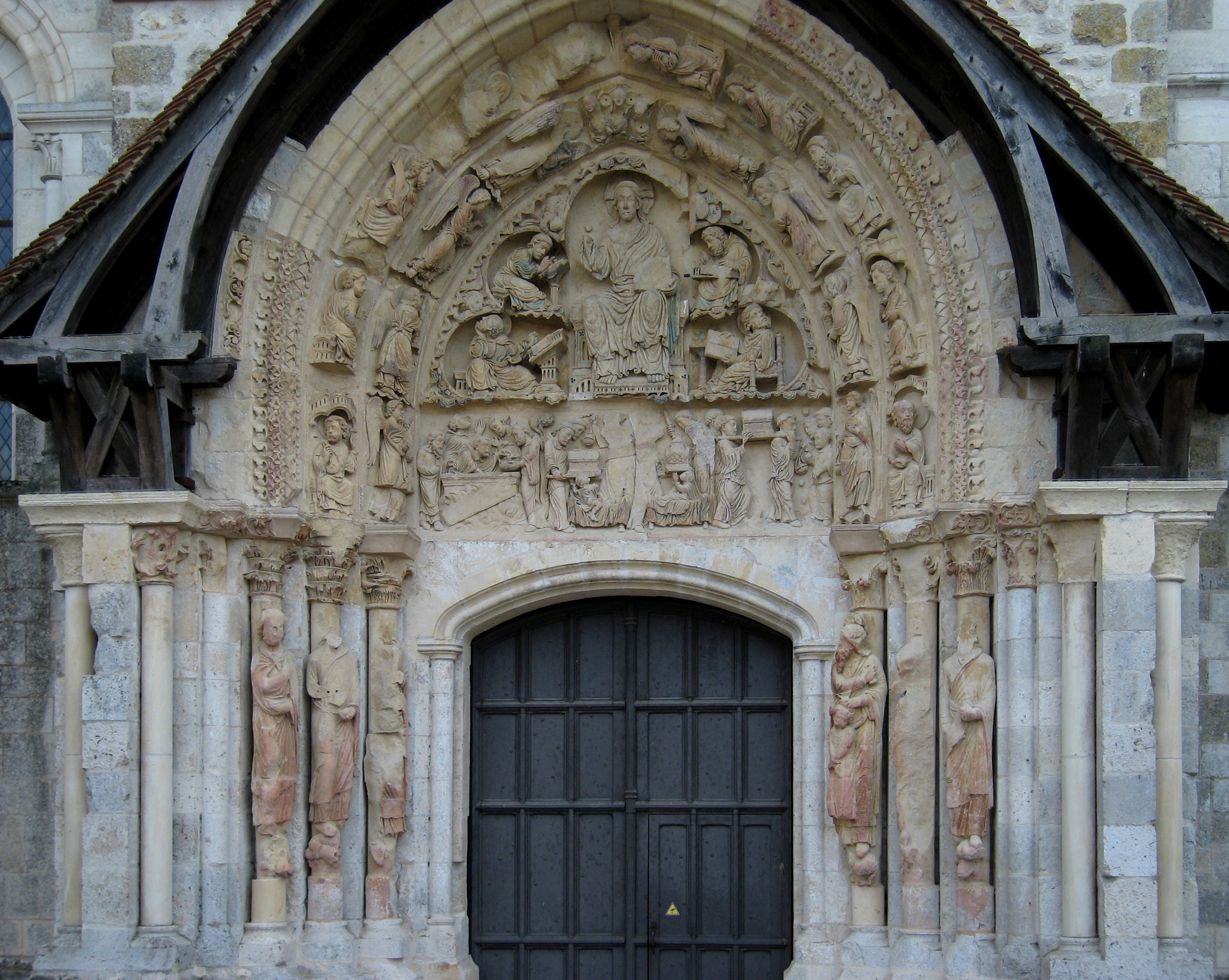
Nordportal

Die große, mit eindrucksvollen Skulpturen verzierte und schlichte Wallfahrtskirche St. Benoit ist eines der berühmtesten romanischen Bauwerke Frankreichs.

### Vorhallenturm
Der durch seine massive Bauweise beeindruckende Vorhallenturm (Narthex) mit seinen mächtigen und zahlreichen Pfeilern ist einmalig. Im Erdgeschoss teilen die vier sockellosen Pfeiler des Mittelteils den Raum in neun gleich große, von Kreuzgratgewölben überragte, durch Gurtbogen miteinander verbundene Vierecke auf. Die Ostseite, die ursprünglich den anderen Seiten gleich war, wurde bei der Angliederung an das Langhaus verändert.
Das Bauwerk weist reichen Skulpturenschmuck auf; bemerkenswert sind insbesondere die mit stilisierten Pflanzenmotiven, Tiergestalten und Szenen geschmückten Kapitelle. Eine Besonderheit ist das korinthische Kapitell links neben dem Haupteingang. Über dem Abakus und dem Löwenfries trägt es die Inschrift UNBERTUS ME FECIT („Unbertus hat mich gemacht“). Die bevorzugte Stellung lässt darauf schließen, dass Unbertus gleichzeitig Bauherr und Steinmetzmeister des Turms war.

### Chor
Der 1062 begonnene Chor der Klosterkirche (deren Fertigstellung erst 1218 beendet war) stellt eines der bemerkenswertesten Zeugnisse der französischen romanischen Baukunst dar. Er umfasst zwei gestaffelte Altarräume. Hinter dem der heiligen Jungfrau geweihten Hauptaltar des ersten Altarraumes erhebt sich die Mauer der Confessio, die die Kirche von der halb unterirdischen Krypta trennt. Der zweite, höher gelegene Altarraum ergänzt die architektonische Anordnung.
Der Chorumgang mit dem Kranz aus vier Kapellen weist den gleichen Grundriss wie die darunterliegende Krypta auf. Der dem hl. Benedikt geweihte Altar befindet sich genau über den Reliquien des Heiligen, die im Mittelpfeiler der Krypta aufbewahrt werden. Die Säulenreihe wird von einer Blendarkade überragt, die durch beide Altarräume verläuft und sie miteinander verbindet. Unter dem Tonnengewölbe strömt Licht durch die breiten Fenster.
Die Kapitelle des Umgangs entstanden um 1090. Die Skulpturen sind nicht so erhaben wie die der korinthischen Kapitelle des Portalturms. Sie zeigen Figuren und Szenen aus dem Leben des heiligen Benedikt. Die Kapitelle des Schiffs aus dem späten 12. Jahrhundert dagegen sind reich geschmückt und fein skulptiert. Die drei skulptierten Ensembles stammen aus verschiedenen Epochen.
Das Chorgestühl von zwei Künstlern aus Orleans stammt aus dem Jahr 1413. Das Geländer wurde 1637 von Kardinal Richelieu gestiftet.

### Langhaus
Das im Verhältnis zum Altarraum schlichtere Kirchenschiff ist romanisch und wird von einem gotischen Gewölbe überspannt, dessen Kreuzrippen auf den romanischen Kapitellen der Säulen des Mittelschiffes ruhen. Der Übergang der Stilrichtungen verläuft harmonisch unter Berücksichtigung der ursprünglichen Proportionen.
Die Empore entstand 1704. Die große Muschel ist ein rein dekoratives Element. Die 1983 restaurierte Orgel verfügt über 35 Register und umfasst noch nahezu 500 Pfeifen aus dem 17. und 18. Jahrhundert.
Der Marmorfußboden im Chor ist ein römisches Werk aus dem 4. oder 5. Jahrhundert, das man im 11. Jahrhundert nach Fleury zur Ausschmückung der ursprünglichen Kirche kommen ließ. Die Liegefigur stellt Philipp I. dar.; der vierte König der Kapetinger starb 1108 und ist im Chor begraben ist.
Die Basilika hat innen eine Länge von 73 m und eine Breite von 17 m. Die Höhe der Kuppel beträgt 24 m, die des Altarraums 18 m, und die des Schiffs 20 m.

### Krypta
Die Krypta beherbergt die Reliquien des hl. Benedikt. Die Verbindung zur Oberkirche wird durch neun Öffnungen in der Mauer, welche die Krypta von der Kirche trennt, unterstrichen. Durch diese Öffnungen wurden die Reliquien des Heiligen verehrt.
Der mittelalterliche Reliquienschrein ist verschwunden, doch ist der monumentale Pfeiler, der ihn enthielt, nahezu unverändert erhalten. Er macht die Gebeine des hl. Benedikt zum Zentrum des Bauwerks, zum Grundstein des Ensembles, das auf ihm ruht, in dem alles zusammenfließt. Der doppelte Chorumgang und das Gewölbe der Krypta werden nach außen hin breiter.

### Nordportal
Das nördliche Seitenschiff ist von einem gotischen Portal durchbrochen, das lange Zeit der Haupteingang für die Gläubigen war. Das Ende des 12. Jahrhunderts erbaute Portal wurde 1996 restauriert. Christus als Lehrmeister beherrscht das Tympanon. Er ist von den vier Evangelisten und ihren Symbolen umgeben. Engel- und Apostelfiguren schmücken die Bogenläufe. Der Türsturz zeigt in einem Triptychon die Oberführung der Reliquien des hl. Benedikt von Montecassino nach Fleury. Darunter sind sechs Säulenstatuen bemerkenswert, die die Erzväter und Propheten des Alten Testamentes darstellen. Dieser untere Teil des Portals stellt also Figuren aus dem Alten Testament dar, auf denen das Neue Testament aufbaut.
Auf der Rückseite des Türsturzes im Innern wurde bei den Restaurierungsarbeiten der Ansatz dekorativer Skulpturen entdeckt. Auf der gleichen waagerechten Ebene sind auf neun Bogen die Muttergottes, das segnende Kind vor sich auf dem Schoß haltend, sowie zwei Gruppen von jeweils vier Aposteln dargestellt. Dieses unvollendete romanische Werk stammt vermutlich aus der Mitte des 12. Jahrhunderts.

## Liste der Äbte

### 7. Jahrhundert
- Liébaut oder Liébault, Léobald, Leobaldus, Leodebaldus, Leodebodus, Gründer der Abtei
- Rigomaire (April 627 – Juli 632), 1. Abt
- Mommolin (Mummolus, September 632 – Januar 663)
- Léodard (März 663 – Juli 673)
- Idon I. (Septembre 673 – Mai 675)
- Auderanne (Juli 675 – März 676)
- Flatbert (Mai 676 – August 679)
- Adalbert (Oktober 679 – Januar 710) ;

### 8. Jahrhundert
- Geilon (März 710 – Juni 729)
- Médon (August 729 – November 750)
- Raoul I. (Januar 751 – April 770)
- Dodon oder Idon II. (Juni 770 – 25. September 779)
- Magulf (Mai 780 – 8. August 796)
- Fulrad (Oktober 796 – Juni 798)

### 9. Jahrhundert
- Theodulf von Orléans (798–818)
- Adalgaud (818–833)
- Boson I (833–845)
- Raoul II. (845–859)
- Bernard I. (860–875)
- Thibert (Theodebertus) (875–885)
- Gibert (885–896)
- Lambert (896–930)

### 10. Jahrhundert
- Odo von Cluny (930–943)
- Archambault (943–948)
- Wulfade (948–963)
- Richard (963–978)
- Amalbert (978–985)
- Oybold (985–988)
- Abbo von Fleury (988–1004)

### 11. Jahrhundert
- Gauzlin von Fleury (1004–1030)
- Arnauld (1030–1031)
- Azenaire (1032–1040)
- Théobald (1040–1044)
- Reignier (1044–1060)
- Hugues I (1060–1067)
- Humbaud de Sully († nach 1064)
- Guillaume I (1067–1080)
- Veran (1080–1086)
- Joscerand (1086–1096)
- Simon (1096–1107)

### 12. Jahrhundert
- Boson II. (1107–1137)
- Ademar (1137–1144)
- Macaire (1144–1161)
- Arraud (1161–1183)
- Garnier (1183–1210)

### 13. Jahrhundert
- Maurice (1210–1215)
- Barthélemy (1215–1235)
- Jean I. (1235–1248)
- Denis (1248–1252)
- Pierre I de La Tour (1252–1257)
- Thibault (1257–1265)
- Hélie (1265–1286)
- Guillaume II (1286–1304)

### 14. Jahrhundert
- Pierre II. de Guilly (1304–1312)
- Guillaume III. (1312–1318)
- Pierre III. de l’Aulnay (1319–1342)
- Hugues II. (1343–1346)
- Pierre IV. (1346–1353)
- Bernard II. Ratier (1353–1356)
- Jean II. de La Tour (1356–1372), von Gregor XI. 1372 zum Kardinal ernannt
- Gérault Paute (1372–1373)
- Bernard III. de l’Estragne (1375–1389)
- Jean III. de Chamboac oder de la Chambre (1389–1403)

### 15. Jahrhundert
- Begon de Murat (1403–1414)
- Raoul III. de Chartres (1414–1433)
- Louis I. de Passat (1433–1436)
- Jean IV. de Hauvelle (1436–1477)
- Jean V. d’Esclines (1477–1486)
- Jean VI. de La Trémoïlle (1486–1507), Erzbischof von Auch, Bischof von Poitiers, 1506 Kardinal, erster Kommendatarabt

### 16. Jahrhundert
- Étienne Poncher (1507–1524), Kardinal, Erzbischof von Sens
- Antoine I. Duprat (1525–1535), Kardinal
- Antoine II. Sanguin de Meudon (1535–1551), Kardinal
- Odet de Coligny-Châtillon (1551–1569), Kardinal
- Louis II. de Lorraine (1569–1571), Kardinal
- Paul du Mesnil (1571–1572)
- Claude Sublet d’Heudicourt (1572–1584)
- Charles d’Orléans (1584–1601)

### 17. Jahrhundert
- Achille de Harlay de Sancy (1601–1604), übertrug die Abtei an Maximilien de Béthune, Duc de Sully
- Jacques Le Ber (1606–1616), Abbé confidentiaire Maximilien de Béthunes
- Guillaume IV. Fouquet de La Varenne (1616–1621), nachdem er die Abtei Maximilien de Béthune abgekauft hatte
- Armand-Jean du Plessis, Kardinal (1621–1642).
- Jean VII. Baptiste de Vignerot de Pontcourlay (1642), Neffe Richelieus
- Louis III. Barbier de la Rivière (1642–1670)
- Raimond-Béranger de Lorraine d’Harcourt (1670–1680)
- Philippe de Lorraine (1680–1702)

### 18. Jahrhundert
- Hardouin Roussel de Médavy de Grancey (1704–1706)
- Jérôme Dufaur de Pibrac (1706–1734)
- Daniel Joseph de Cosnac  (1734–1741), Bischof von Die
- Alexandre Milon de Mesme (1741–1771), Bischof von Valence
- Georges-Louis Phélypeaux d’Herbault (1771–1787), Erzbischof von Bourges
- Jean Auguste de Chastenet de Puységur (1788–1789), Erzbischof von Bourges
- Auflösung de Ordensgemeinschaft 1790

### 20. Jahrhundert
- Neugründung 1944
- Marianus Desplanques, Prior des Konvents und Administrator (1946–1955)
- Louis Marie de Haldat du Lys, Prior des Konvents und Administrator (15. Dezember 1955 – 1959), Abt am 8. April 1959, geweiht am 30. Mai 1959, im Amt bis 1971
- Bernard Ducruet, Prior und Administrator (1971–1973), dann Abt (1973–1991).

### 21. Jahrhundert
- Étienne Ricaud (1991–2019)
- Jacques Audebert (2019–2022)
- Matthieu Gillet, Abt seit 2022

## Sonstiges
Ein lateinisch-okzitanisches Tagelied ist mit der zweisprachigen Alba von Fleury-sur-Loire auf der Seite eines Klosterkodexes aus ca. 1000 überliefert.